# Fir Park
El Fir Park Stadium es un estadio de fútbol ubicado en Motherwell, Escocia. Es el estadio del club de la Liga Premier de Escocia Motherwell FC. El estadio puede albergar 13 742 espectadores y fue construido en 1895, en sustitución de los clubes de ex casa Dalziel Park. En 2007-08, Gretna FC groundshared en el lugar como Raydale Park Stadium no cumplió con las normas de la Liga Premier de Escocia.
En 1995, Fir Park ha sido completamente renovado, con dos nuevos soportes (soporte del Sur y del Norte de pie) construidas, de acuerdo con el informe de Taylor. El registro para asistir al estadio es 35 632 frente a Rangers FC en la temporada 1951-52.